# Relações entre Israel e Venezuela

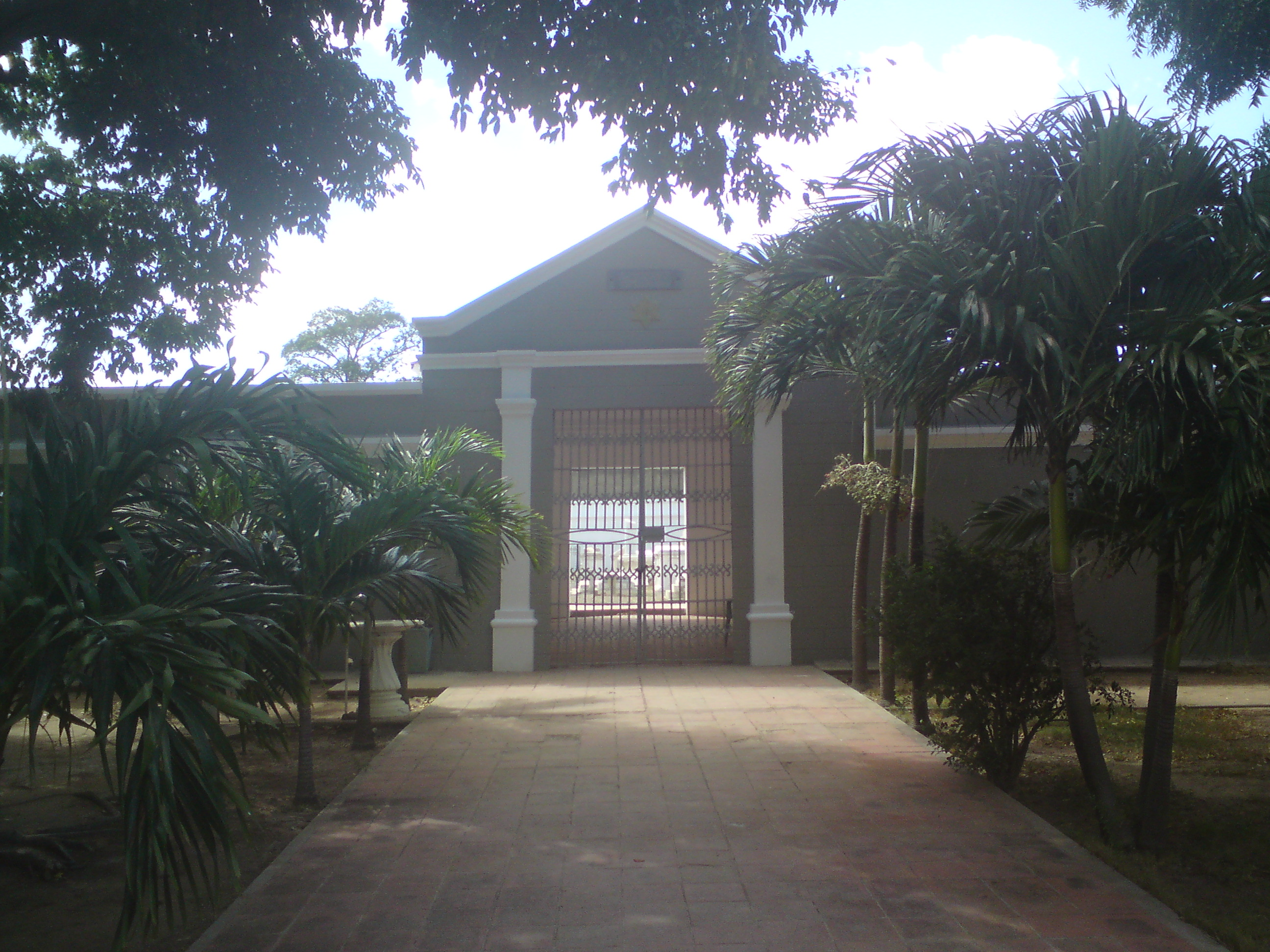
Entrada do Cemitério Judaico de Coro, localizado na cidade venezuelana de Santa Ana de Coro.

As relações entre Israel e Venezuela são as relações diplomáticas estabelecidas entre o Estado de Israel e a República Bolivariana da Venezuela.
Estas relações deterioraram-se em 2006 devido às condenações do presidente da Venezuela, Hugo Chávez, relativas ao conflito entre Israel e Líbano em 2006, e em parte devido à política externa de Hugo Chávez relacionada ao Irã e à oposição política de Israel a estas relações.[carece de fontes?]
Na sequência da Operação Chumbo Fundido, uma ofensiva militar israelense realizada na Faixa de Gaza em 2008-2009, a Venezuela rompeu todos os vínculos diplomáticos com Israel, condenando as suas ações e acusando os israelenses de realizarem um "massacre" contra os Palestinos.